# Jean-Paul Dubois

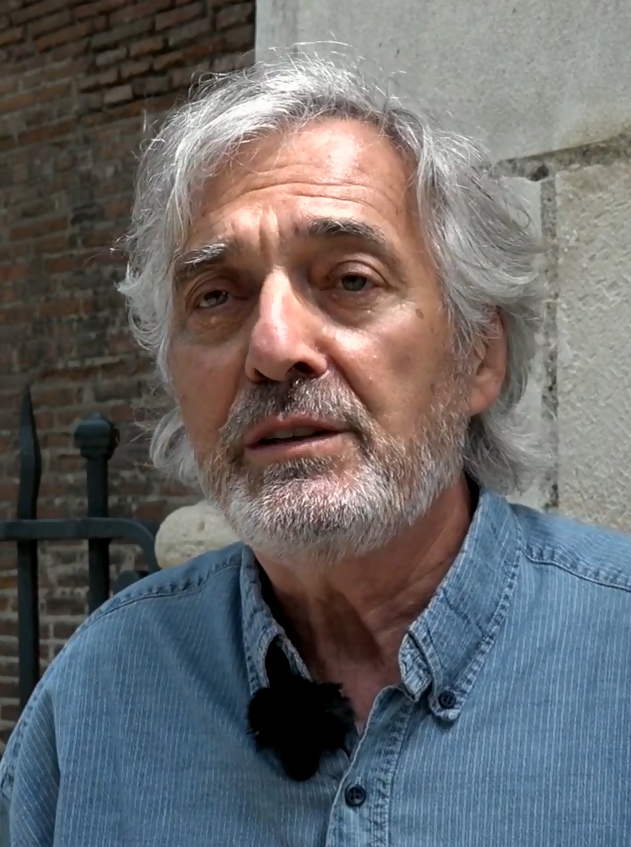
Jean-Paul Dubois (2016)

Jean-Paul Dubois (* 20. Februar 1950 in Toulouse) ist ein französischer Schriftsteller und früherer Journalist.

## Leben und Werk
Jean-Paul Dubois studierte Soziologie. Stark beeinflusst von den Geschehnissen im Mai 1968 begann der leidenschaftliche Heimwerker sein Berufsleben auf Baustellen bzw. als „Möbelfotograf“. Danach schloss sich eine 25-jährige Tätigkeit als Journalist an, da er eigenen Angaben zufolge einem regulären Acht-Stunden-Arbeitstag nicht gewachsen war und ein Nachtmensch sei. Dubois gelangte durch Zufall an eine Stelle als Sportjournalist für die französische Tageszeitung Sud Ouest. Nach einer Tätigkeit als Journalist im Bereich Justiz und Film für die Zeitung Le Matin de Paris wechselte Dubois 1984 als Reporter zum französischen Nachrichtenmagazin Le Nouvel Observateur. Als Beobachter Amerikas bereiste er das Land und berichtete darüber. Seine Erfahrungen verarbeitete er in den Essaybänden L’Amérique m’inquiète (1996, dt. etwa „Amerika macht mir Sorgen“) und Jusque-là tout allait bien en Amérique (2002, dt. etwa „Bis dahin lief in Amerika alles gut“).
Parallel zu seiner Arbeit als Journalist begann Dubois mit dem Verfassen von Romanen. Er veröffentlichte 1984 mit Compte rendu analytique d’un sentiment désordonné (dt. etwa „Zusammenfassende Aufzeichnung eines ungeordneten Gefühls“) seinen ersten Roman, der aber von der Literaturkritik unbemerkt blieb. Mit seinem zweiten Roman Éloge du gaucher dans un monde manchot (dt. etwa „Lobpreis dem Linkshänder in einer einarmigen Welt“) machte er Bernard Pivot auf sich aufmerksam, der ihn in seine wöchentliche Literaturrunde Apostrophes einlud. 2004 erhielt Dubois für den Roman Une vie française (dt.: Die Jahre des Paul Blick bzw. Ein französisches Leben) u. a. den renommierten Prix Femina. Nach diesem Erfolg beendete er seine Arbeit als Journalist.
Dubois’ bisher größter Erfolg war 2019 der Gewinn des Prix Goncourt für Tous les hommes n’habitent pas le monde de la même façon (dt. Jeder von uns bewohnt die Welt auf seine Weise). Der tragikomische Roman stellt den aus Toulouse stammenden Pfarrerssohn Paul Hansen in den Mittelpunkt, der aus einer Gefängniszelle in Montreal heraus eine Bilanz seines bisherigen Lebens zieht. Im Finale um den Prix Goncourt setzte sich Dubois mit 6:4 Stimmen gegen die mitfavorisierte belgische Autorin Amélie Nothomb (Soif) durch. Eine deutsche Übersetzung ist 2020 im Verlag dtv erschienen.
Dubois veröffentlichte bis 2019 mehr als 20 Romane. Er schreibt mittlerweile alle drei oder vier Jahre einen Roman, eigenen Angaben zufolge stets im März eines Jahres innerhalb von 15-Stunden-Arbeitstagen. Er wählte den Monat, da dieser 31 Tage hat und sehr regnerisch sei. Kennzeichnend ist die häufige Verwendung der Figurennamen Paul und Anna sowie der traurige Tonfall, gepaart mit melancholischem Humor bzw. eine Kombination aus Burleske und Melancholie. Dubois gibt an, im Alter von acht Jahren durch eine Herzkrankheit des Vaters geprägt worden zu sein („Ich lebe in Sorge und werde in Sorge sterben, also schreibe ich darüber“). Der frühere militante Linke, der bis zu seinem 15. Lebensjahr stotterte, ist stark von der amerikanischen Literatur beeinflusst, u. a. von Philip Roth und John Updike. Dubois gilt auch als Verehrer der Literatur Updikes. Er berichtet, dass er in seinen Romanen fast nichts erfinde. So habe er sich für die Hauptfigur in Tous les hommes n’habitent pas le monde de la même façon von einem seit zwanzig Jahren befreundeten kanadischen Hausmeister inspirieren lassen, der in der Seniorenresidenz seiner Schwiegermutter angestellt war. Für die Frau von Paul habe Dubois’ zweite Ehefrau Pate gestanden. Inspiration hole er sich aus seinen Erlebnissen während seiner Zeit als Journalist beim Nouvel Observateur, während der er „nur seltsame Menschen getroffen habe“ („Ich habe sehr wenig Vorstellungskraft, ich muss mich immer an Menschen halten, die ich liebe“).
Mehrere seiner Werke wurden für den Film, das Fernsehen und Theater adaptiert.
Jean-Paul Dubois lebt zurückgezogen in seinem Geburtshaus in Toulouse. Er ist in zweiter Ehe verheiratet und Vater von zwei Kindern. Er hegt eine Vorliebe für Skandinavien und bezeichnet Kanada als seine „zweite Heimat“.

## Werke
- Compte rendu analytique d’un sentiment désordonné, Fleuve noir 1984.
- Éloge du gaucher dans un monde manchot, Robert Laffont 1987.
- Tous les matins je me lève, Robert Laffont 1988.
- Maria est morte, Robert Laffont 1989.
- Les poissons me regardent, Robert Laffont 1990.
- Vous aurez de mes nouvelles, Robert Laffont 1991.
- Parfois je ris tout seul, Robert Laffont 1992.
- Une année sous silence, Robert Laffont 1992.
- Prends soin de moi, Robert Laffont 1993.
- La vie me fait peur, Seuil 1994.
- Kennedy et moi, Seuil 1996.
- L’Amérique m’inquiète, L’Olivier, 1996.
- Je pense à autre chose, L’Olivier 1997.
- Si ce livre pouvait me rapprocher de toi, L’Olivier 1999.
- Jusque-là tout allait bien en Amérique, L’Olivier, 2002.
- Une vie française, L’Olivier 2004.
  - Die Jahre des Paul Blick, dt. von Lis Künzli; Ullstein Berlin, 2005, ISBN 978-3-550-08625-0.
  - Ein französisches Leben, dt. von Lis Künzli; List Berlin, 2007, ISBN 978-3-548-60698-9.
- Vous plaisantez, Monsieur Tanner, L’Olivier 2006.
  - Heute wird das nix! Mein Jahr mit Handwerkern, dt. von Barbara Reitz und Thomas Wollermann; Rowohlt-Taschenbuch-Verl. Reinbek bei Hamburg 2010, ISBN 978-3-499-62569-5.
- Hommes entre eux, L’Olivier 2007.
- Les accommodements raisonnables, L’Olivier 2008.
- Le cas Sneijder, L’Olivier 2011.
  - Der Fall Sneijder, dt. von Nathalie Mälzer-Semlinger; Deutscher Taschenbuch Verlag München 2014, ISBN 978-3-423-24998-0.
- La succession, L’Olivier 2016.
- Tous les hommes n'habitent pas le monde de la même façon, L’Olivier 2019.
  - Jeder von uns bewohnt die Welt auf seine Weise, dt. von Nathalie Mälzer und Uta Rüenauver; Deutscher Taschenbuch Verlag München 2020, ISBN 978-3-423-28240-6.

## Auszeichnungen
- 1991: Grand Prix de l’humour noir für Vous aurez de mes nouvelles
- 1996: Prix France Télévisions für Kennedy et moi
- 2004: Prix Femina für Une vie française
- 2004: Prix du roman Fnac für Une vie française
- 2012: Prix Alexandre-Vialatte für Le Cas Sneijder
- 2019: Prix Goncourt für Tous les hommes n'habitent pas le monde de la même façon

## Adaptionen

### Film
- 1993: Le Condamné (Kurzfilm) – Regie: Xavier Giannoli
- 1999: Kennedy e moi – Regie: Sam Karmann
- 2009: En chantier, monsieur Tanner – Regie: Stefan Liberski (Fernsehfilm, inspiriert von Vous plaisantez, Monsieur Tanner)
- 2016: Absturz ins Leben (La Nouvelle Vie de Paul Sneijder) – Regie: Thomas Vincent
- 2016: Die kanadische Reise (Le Fils de Jean) – Regie: Philippe Lioret

### Theater
- 2008: Vous plaisantez, monsieur Tanner – Regie und Drehbuch: David Teysseyre (Studio Capitaine Plouf)
- 2017: Le cas Sneijder – Regie: Didier Bezace (Théâtre de l’Atelier)